# Francisco Elson

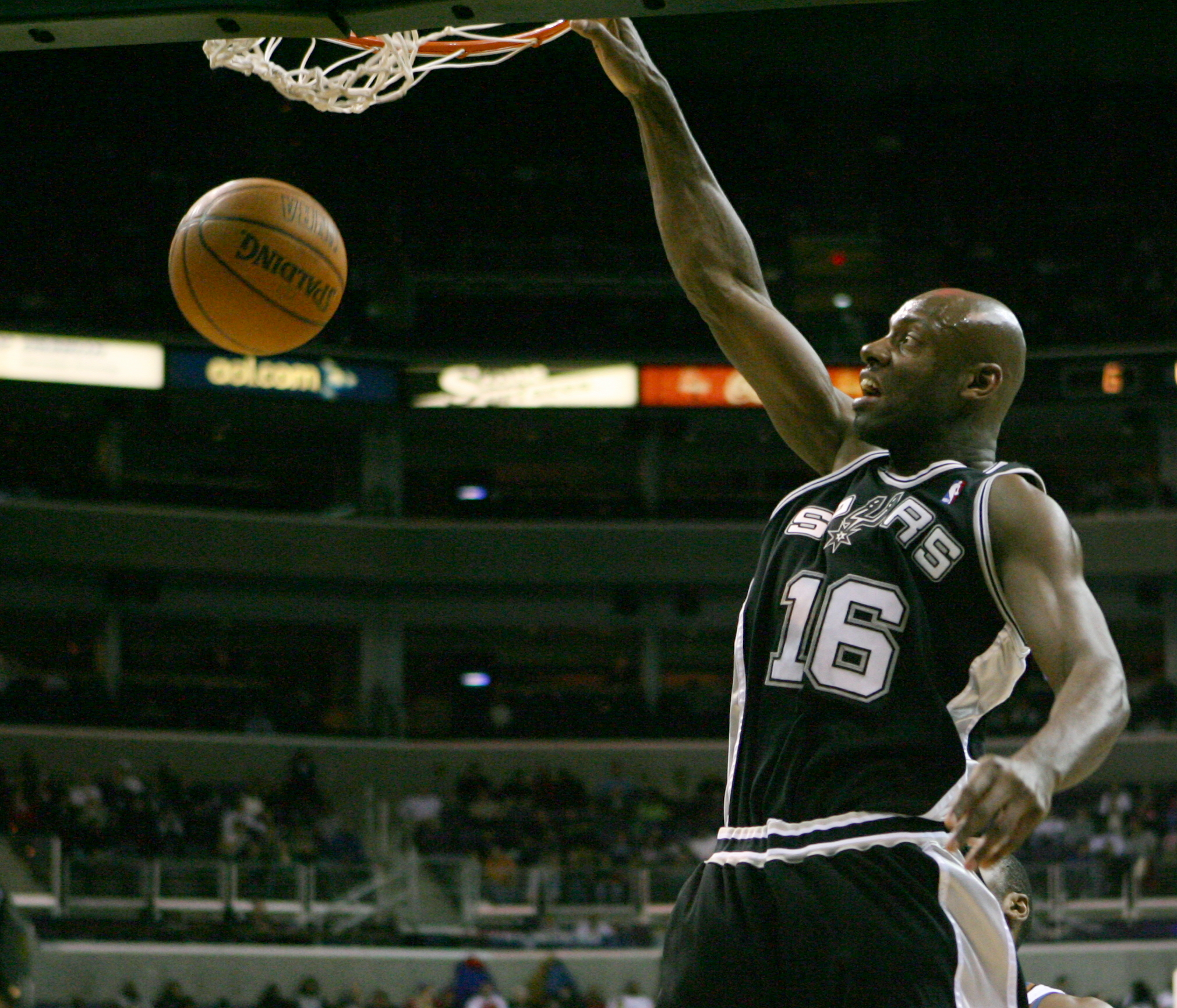
Francisco Elson

Francisco Marinho Robby Elson nasceu no dia 28 de fevereiro de 1976 na cidade de Roterdão nos Países Baixos. É um jogador profissional de basquetebol de nacionalidade neerlandesa que atualmente defende o Utah Jazz da NBA.